# Новгородское областное телевидение
Новгородское областное телевидение — единственный новгородский областной телеканал. Создан 12 апреля 2004 года и зарегистрирован как средство массовой информации 18 апреля 2005 года. С 2015 года входит в медиахолдинг ОГАУ «Агентство информационных коммуникаций».

## История телеканала
20 декабря 1991 года приказом Министерства печати и массовой информации РФ на базе Комитета по телевидению и радиовещанию Новоблисполкома была создана первая новгородская телерадиокомпания «Славия», в 2004 году реорганизованная в автономную некоммерческую организацию «Новгородское областное телевидение». С 2012 года реорганизовано в областное государственное автономное учреждение.
Новгородское областное телевидение было создано в связи с реформированием государственного ТВ, так как региональные телерадиокомпании по всей России из дочерних предприятий — самостоятельных юридических лиц — были преобразованы в филиалы ВГТРК, лишаясь и юридической, и финансовой самостоятельности. Его учредители — администрации Новгородской области, Великого Новгорода и 21 муниципального района Новгородской области. В 2009 году НОТ стало учредителем информационно-музыкальной радиостанции «Радио-53», в 2015 году вошло в медиахолдинг «Агентство информационных коммуникаций» (ОГАУ «АИК»).
Решением Федеральной конкурсной комиссии по телерадиовещанию от 15 февраля 2017 года телеканал выбран обязательным общедоступным региональным телеканалом («21-я кнопка») Новгородской области.
С 29 ноября 2019 года программы «Новгородского областного телевидения» выходят в эфире ОТР. (с 07:00 до 09:00 и с 18:00 до 19:00)
С 2022 года медиахолдинг «Агентство информационных коммуникаций» (ОГАУ «АИК») возглавляет Светлана Федотова, сменившая Сергея Бондаренко.
С 29 ноября 2022 года увеличилось время вещания «Новгородского областного телевидения» в эфире ОТР - с 06:00 до 09:00 и с 17:00 до 19:00.